# Jaroslav Hejna
Jaroslav Hejna (9. dubna 1923 Sepekov – 9. července 1994 Ostrovec) byl český a československý politik Komunistické strany Československa, funkcionář KSČ v jižních Čechách a poslanec Sněmovny lidu Federálního shromáždění za normalizace.

## Biografie
Pocházel z dělnické rodiny a za války byl totálně nasazen ve Vídni. Vyučil se praktikantem u stavitele Churáně, po útěku z Vídně se živil chovem drůbeže a po válce vstoupil do KSČ. Pracoval u obchodního družstva v Táboře. V letech 1950-1951 byl tajemníkem Krajského výboru KSČ v Českých Budějovicích.
V roce 1956 byl funkcionářem Československého svazu mládeže a patřil mezi skupinu vedoucích představitelů ČSM, která prosazovala razantní reakci na odhalení kultu osobnosti, provedené na XX. sjezdu KSSS. Antonín Novotný takový krok označil za nevhodný a jeho iniciátory čekalo potrestání. Jaroslav Hejna byl pak poslán na studium na stranickou školu do SSSR, kde mimo jiné studoval Miloš Jakeš. Po absolvování této školy byl jmenován zástupcem náčelníka Hlavní politické správy Československé armády. Během Pražského jara pak patřil k reformně orientovaným funkcionářům KSČ, ale po invazi vojsk Varšavské smlouvy do Československa se přidal k normalizačnímu vedení.
XIII. sjezd KSČ ho zvolil za kandidáta Ústředního výboru Komunistické strany Československa. Členem ÚV KSČ se pak stal převodem k 28. lednu 1970. V této funkci ho potom potvrdil XIV. sjezd KSČ a XV. sjezd KSČ.
K roku 1971 se profesně uvádí jako vedoucí tajemník Krajského výboru KSČ v Jihočeském kraji. Do této funkce byl jmenován v květnu roku 1969 v rámci posrpnové vlny personálních výměn na významných stranických postech. Ještě v roce 1977 se připomíná na tomto postu (slavnostně otevíral televizní vysílač Kleť). Ve volbách roku 1971 tehdy zasedl do Sněmovny lidu (volební obvod č. 33 - České Budějovice, Jihočeský kraj). Mandát získal i ve volbách v roce 1976 (obvod České Budějovice-město). Ve Federálním shromáždění setrval do konce funkčního období, tedy do voleb v roce 1981..
"Krize ve vrcholcích moci, jak vypukla koncem roku 1977, se projevuje stále zřetelněji v celé hloubce. Naplno propukla Hejnovým vystoupením 30.11. a vyvolala konflikt značného dosahu, kdy po šest dnů visel Husákův osud na vlásku. Hejna nejen že se odmítl přizpůsobit Husákovu požadavku, ale po návratu do Budějovic ještě po plénu ÚV KSČ dosáhl toho, že předsednictvo KV KSČ se za něj postavilo a žádalo změnu Husákova rozhodnutí o odvolání Hejny z funkce. Hejna hájil nutnost předisponování části investic z federálního rozpočtu pro Slovensko do jižních Čech, které jsou nyní mnohem ekonomicky zaostalejší než Slovensko. Teprve ve vyhrocené situaci, kdy Husák dal v sázku celou svou autoritu a postavil předsednictvo ÚV KSČ před volbu: já nebo Hejna, byl Hejna obětován." V závěru své politické kariéry působil jako velvyslanec ČSSR v Bulharsku. Tehdy ale již delší dobu nepatřil mezi politiky, kterým důvěřoval Gustáv Husák.